# Zarechni (Ust-Labinsk)
Zarechni (del ruso: Заречный) es un posiólok del raión de Ust-Labinsk del krai de Krasnodar, en el sur de Rusia. Está situado en la orilla izquierda del río Kubán, 3 km al sudeste de Ust-Labinsk y 57 km al nordeste de Krasnodar, la capital del krai. Tenía 664 habitantes en 2010.
Pertenece al municipio Nekrásovskoye.